# Bni Yakhlef
Bni Yakhlef (en àrab بني يخلف, Bnī Yaẖlaf; en amazic ⴱⵏⵉ ⵉⵅⵍⴼ), també coneguda com a Al Luwayzīyah, Saint-Jean de Fedala, Ellouizia, Louizia, Al Luwayziyah, Elluoizia o Al Lwiziya, és una comuna rural de la Prefectura de Mohammédia, a la regió de Casablanca-Settat, al Marroc. Segons el cens de 2014 tenia una població total de 48.338 persones.